# Aimee Semple McPherson

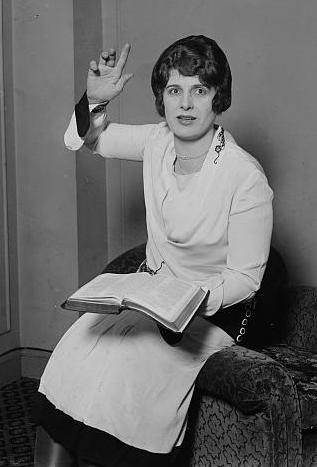
Aimee Semple McPherson

Aimee Semple McPherson, ook bekend als Zuster Aimee (South-West Oxford, (Canada), 9 oktober 1890 – Oakland (Californië), 27 september 1944), was een Amerikaanse evangeliste van Canadese afkomst. Zij is de oprichtster van de International Church of the Foursquare Gospel. Zij is vooral bekend als pionier op het gebied van het gebruikmaken van moderne media, en dan met name de radio. Zij groeide uit tot een beroemdheid in de Amerikaanse entertainmentwereld.

## Jeugd
Ze werd geboren als Aimee Elizabeth Kennedy op een boerderij in Ontario in Canada. In haar jeugd kwam zij in aanraking met het evangelie door het werk van haar moeder bij het Leger des Heils. Als kind nam zij afstand van haar moeder door naar de film te gaan en te dansen. Op de middelbare school kwam ze in aanraking met Darwins evolutietheorie en kon zich hier niet in vinden. Ze begon de voorgangers van de lokale kerk(en) hierop te bevragen, maar was ontevreden met de gegeven antwoorden. Daarom schreef ze brieven naar Canadese kranten met de vraag waarom de belastingbetaler moest opdraaien voor lessen over evolutie op openbare scholen. Zij zou zich levenslang blijven verzetten tegen de evolutietheorie.

## Eerste huwelijk
Rond 1907 bekeerde ze zich tot het christelijk geloof. Tijdens een opwekkingsbijeenkomst in december van dat jaar ontmoette ze Robert James Semple, een Ierse zendeling met een achtergrond in de net ontstane pinksterbeweging. Ze trouwden op 12 augustus 1908 en hielden een evangelisatietour in Europa en China. In China kregen ze beiden malaria en haar man overleed hieraan op 19 augustus 1910 in Hongkong. Op 17 september 1910 gaf McPherson wel geboorte aan een dochter genaamd Roberta Star Semple. Samen met haar dochter keerde ze terug naar de Verenigde Staten.

## Tweede huwelijk en start christelijke bediening
In New York ontmoette ze Harold Stewart McPherson, een accountant. Daarmee trouwde ze op 5 mei 1912. Samen kregen zij een zoon genaamd Rolf McPherson. In 1913 hield zij verschillende preken in kerken in Canada en de Verenigde Staten. In 1915 begon ze met het houden van opwekkingsbijeenkomsten aan de oostkust van de Verenigde Staten. Haar bijeenkomsten werden goed bezocht en trokken soms meer dan dertigduizend bezoekers. 
McPherson sprak in tongen, maar legde daar weinig de nadruk op. Ook stond ze bekend als gebedsgenezeres en er waren claims van fysieke genezing, maar dit aspect van haar bediening raakte op de achtergrond naarmate ze bekender werd. In haar periode in Los Angeles hield zij wel een museum bij met krukken en rolstoelen van mensen die genezen waren. 
In 1916 trok ze samen met haar moeder Mildred rond in de zuidelijke staten in de zogeheten Gospel Car. Dit was een auto met religieuze teksten. Staand op de achterbank hield ze haar preken via een megafoon. In 1917 begon McPherson met haar eigen magazine Bridal Call. Ze schreef daarin veel over de rol van vrouwen binnen het christendom. 

## Positionering
Ze scheidde in 1921 van haar man, hoewel deze in het begin nog probeerde haar bij te staan tijdens de evangelisatie-reizen. In 1923 vestigde zij zich in het snel groeiende Los Angeles. In diezelfde tijd was de strijd tussen fundamentalisten en modernisten geëscaleerd. De fundamentalistische stroming binnen het Amerikaanse christendom geloofde dat het evangelie van invloed moest zijn op alle terreinen van het leven. McPherson legde hier in haar preken ook sterk de nadruk op. Zij was aan de ene kant een fel tegenstander van veel moderne ontwikkelingen, maar maakte daar aan de andere kant door middel van film en radio ook volop gebruik van. De pinksterbeweging was niet populair in de jaren twintig van de 20e eeuw. Daarom vermeed McPherson het gebruik van deze term.
Zij was een grote supporter van William Jennings Bryan tijdens zijn rechtszaak rond een school in Dayton, Tennessee, om les in de evolutietheorie te verbieden. Zij hadden samengewerkt in de Angelus Temple en geloofden beiden dat het darwinisme de moraal van de studenten zou ondermijnen. McPherson noemde de evolutietheorie de grootste overwinning van Satan sinds het ontstaan van de schepping.

## Stichting International Church of the Foursquare Gospel

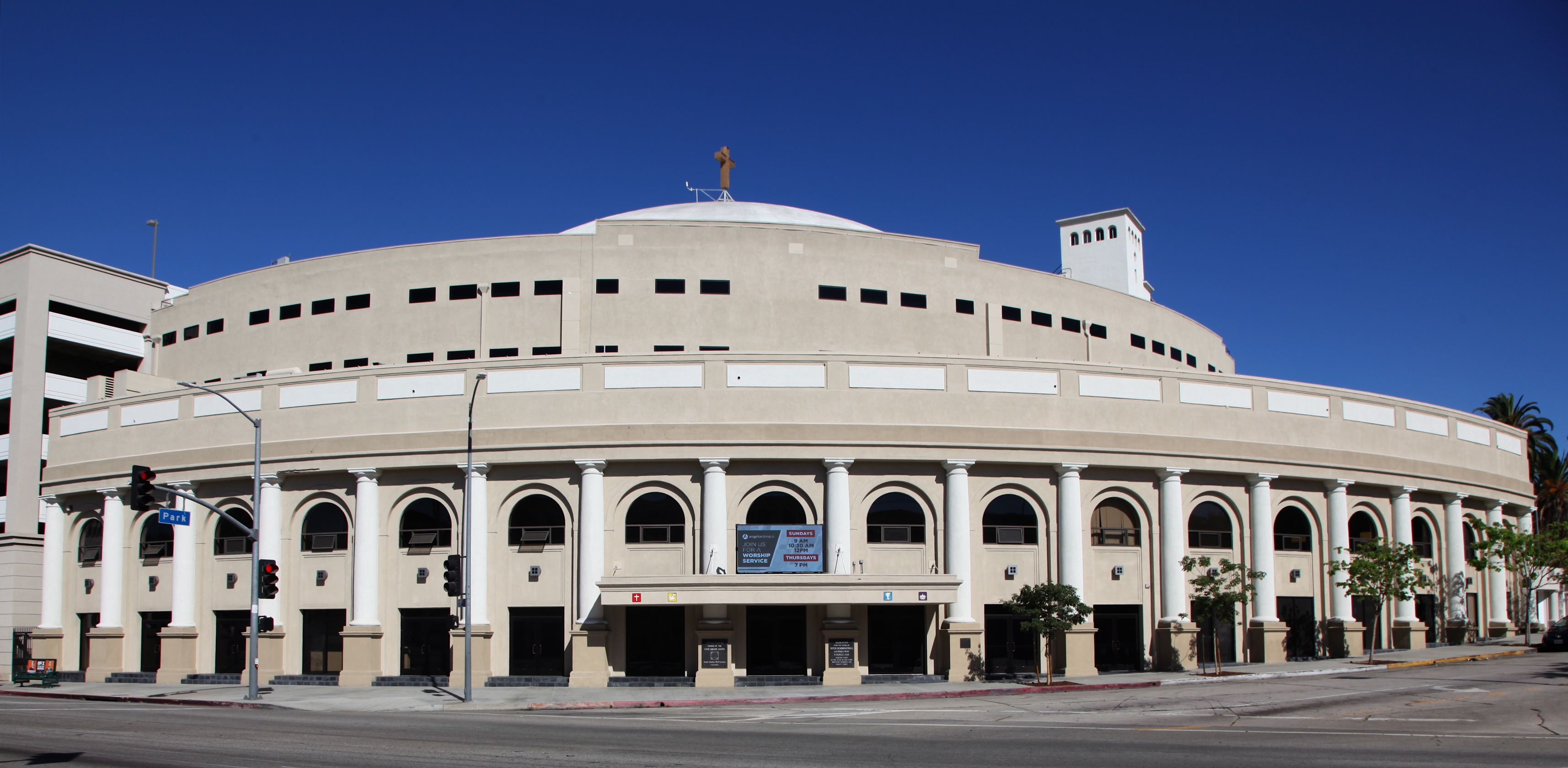
De Angelus Temple in Los Angeles

McPherson wilde in Los Angeles een sterke kerk stichten. Ze wilde daar het zaad planten van het Foursquare Gospel en hoopte dat onder anderen toeristen haar boodschap verder over het land zouden verspreiden. Ze zette zich sterk in voor de financiën voor de bouw van een eigen kerkgebouw, de Angelus Temple. Deze moest plaats bieden aan 5300 mensen. De kerk werd op 1 januari 1923 ingewijd. In het begin preekte McPherson elke dienst, vaak op uitbundige manier, om publiek te trekken. Vaak baseerde ze (een deel van) de preek op ervaringen in haar eigen leven. De kerk groeide uit tot een eigen kerkgenootschap genaamd de International Church of the Foursquare Gospel. De boodschap bestond uit vier pijlers, namelijk Jezus' macht om iemand te transformeren, de doop met de Heilige Geest, goddelijke genezing, en de spoedige wederkomst van Christus. In haar kerk was zij een fel tegenstander van raciale scheidingen. 
Begin 1920 hield zij haar eerste preek via de radio. Daarmee was zij de eerste vrouw die dit deed. Rond het midden van de jaren twintig was zij uitgegroeid tot een van de invloedrijkste en bekendste personen in de entertainmentwereld. Dit kwam mede door haar extravagante voorkomen.

## (Vermeende) ontvoering
Op 18 mei 1926 ging McPherson met haar persoonlijke secretaris zwemmen in zee. Zij was al snel onvindbaar en het vermoeden was dat zij was verdronken. Op dezelfde dag moest zij nog een preek houden in haar kerke. Daar preekte nu haar moeder Minnie Kennedy die zei: ”Zuster Aimee is bij Jezus”. De media berichtten uitgebreid over haar vermissing. Na een maand ontving haar moeder een brief met een verzoek om betaling van losgeld, want anders zou McPherson als slavin worden verkocht. Op 23 juni kwam McPherson uit de woestijn strompelen bij een Mexicaans stadje net over de Amerikaanse grens. Zij beweerde dat ze was gedrogeerd en daarna te zijn vastgehouden in een hut. Daaruit had ze kunnen ontsnappen.
Er waren echter twijfels over het verhaal van McPherson. De hut werd nooit gevonden en McPherson had bij haar terugkeer privé-spullen bij zich die ze tijdens de zwemtocht niet had meegenomen. Ook verdween tegelijkertijd met haar Kenneth G. Ormiston, een getrouwde ingenieur met wie zij bevriend was. Een grand jury onderzocht de zaak, maar ging niet over tot strafvervolging, omdat er twijfel was aan het verhaal van McPherson. Zo beweerden ook verschillende mensen haar en Ormiston gezien te hebben bij een huisje aan zee. McPherson bleef echter vasthouden aan haar verhaal.

## Latere jaren
McPherson zette daarna haar bediening voort, maar verloor door het incident fors aan populariteit en daarmee aandacht in de media. Ook raakte ze verwikkeld in een interne machtsstrijd in de kerk met haar moeder en dochter. In augustus 1930 kreeg zij een burn-out. Op 13 september 1931 trouwde zij opnieuw nu met de muzikant David Hutton. Deze bleek echter zijn vrouw verlaten te hebben. Ook binnen haar eigen kerk zorgde het huwelijk voor een rel, omdat McPherson trouwde voordat haar vorige man was overleden, iets dat volgens een bepaalde interpretatie van de Bijbel niet mag. Uiteindelijk zouden McPherson en Hutton ook scheiden. Dit gebeurde op 1 maart 1934.
In 1936 werd McPherson erg actief met de organisatie van gaarkeukens. Vanwege de Grote Depressie was hier een sterke behoefte aan. Na het uitbreken van de Tweede Wereldoorlog sprak zij vaak op bijeenkomsten waar oorlogsaandelen aan de man werden gebracht. Haar preken hadden daar een sterk patriottisch karakter.

## Overlijden
Op 26 september 1944 zou McPherson preken op een opwekkingsbijeenkomst in Oakland, Californië. Haar zoon vond haar die ochtend echter buiten bewustzijn met een pot pillen van het medicijn Seconal die voor de helft leeg was. De diagnose achteraf gaf geen uitsluitsel of het wel of geen zelfmoord had. Mogelijk heeft ze onbedoeld een overdosis genomen. Veel mensen in haar omgeving gingen daarvan uit. Het medicijn was niet aan haar voorgeschreven en hoe ze er aan kwam was onduidelijk.
McPherson werd begraven in Glendale, Californië. Haar zoon Rolf McPherson gaf de volgende 44 jaar leiding aan het werk van de International Church of the Foursquare Gospel.